# Greenwichský střední čas

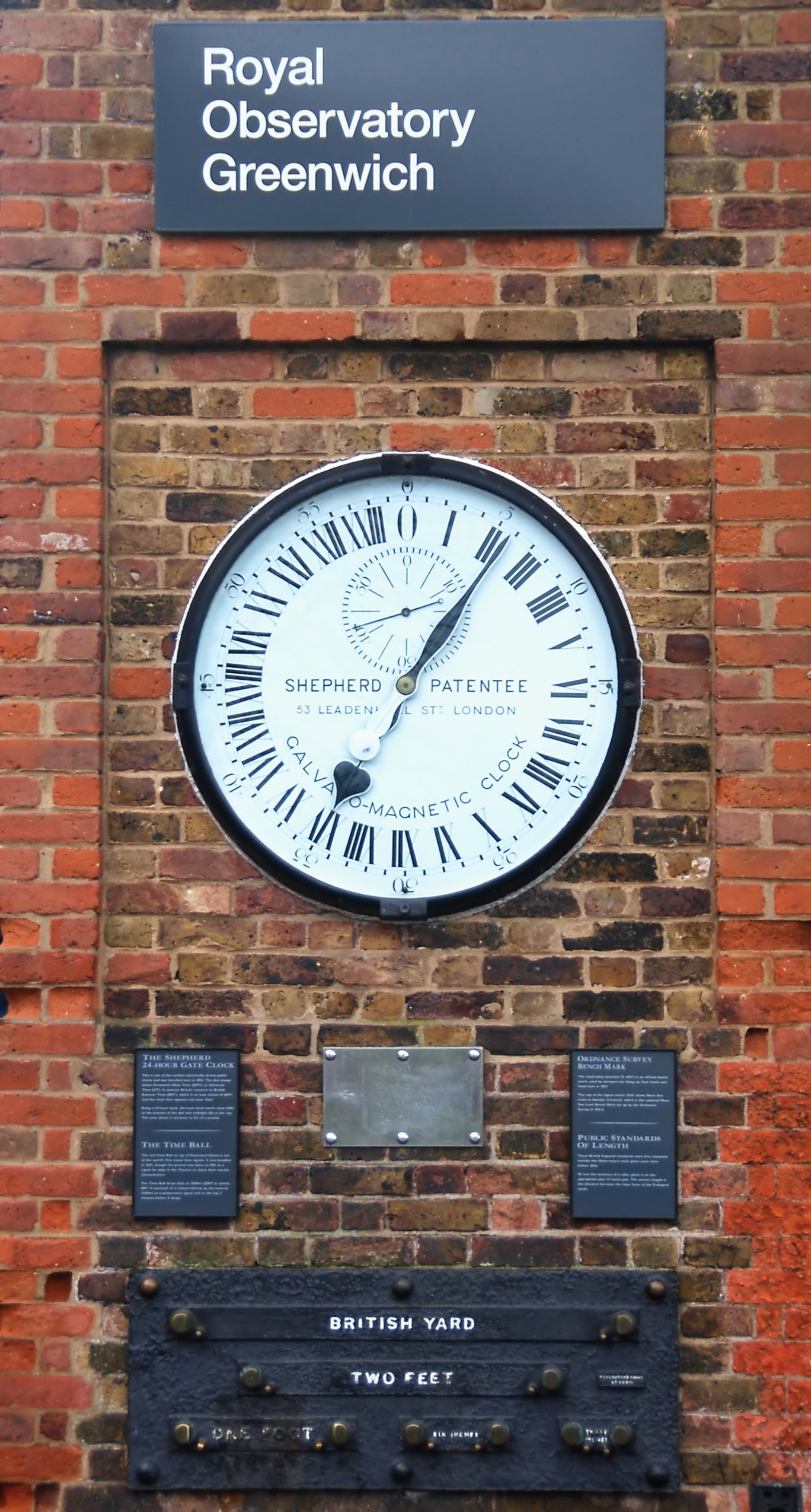
Greenwichské hodiny s tradičním měřením

Greenwichský střední čas, anglicky Greenwich Mean Time (GMT), je střední sluneční čas na Královské observatoři v Greenwichi v Londýně. 
Význam Greenwichského středního času pramení z jeho role, kterou měl v minulosti, kdy se zkratka GMT používala pro vyjádření světového času. Od zavedení koordinovaného světového času je hodnota GMT totožná s UTC. Greenwichský poledník byl definován Mezinárodní meridiánovou konferencí jako nultý poledník (0°), ale nyní je „referenčním poledníkem“ mezinárodní referenční poledník (IERS), přičemž nejsou totožné.
Zkratka GMT se stále často používá jako synonymum pro koordinovaný světový čas (UTC), i když je to v současnosti nesprávné a GMT představuje časové pásmo, nikoli časový standard. Teoretický rozsah tohoto pásma je mezi 7°30′ východní délky a 7°30′ západní délky.
Pro navigaci je ekvivalentem UT1, což je moderní forma středního slunečního času na 0° zeměpisné délky, nicméně její hodnota se může lišit od UTC až o 0,9 s. Termín GMT by proto neměl být používán tam, kde je vyžadována přesnost.
Termín GMT je také zakotven v právu Spojeného království a je základem pro tamější občanský čas. Zejména ho používá BBC World Service, královské námořnictvo,  meteorologická služba a další. Používá se i jinde ve světě, například v arabských zemích (Middle East Broadcasting Center) anebo v OSN.

## Jiná pojmenování
Existují i jiné zápisy se stejným významem:
- UTC+00:00 – zápis ve formě časového posunu[p 2] od světového času, podobající se zápisu jiných časových posunů
- UTC+0 – zjednodušený zápis odvozený od předchozího
- Z – jednopísmenné označení používané námořníky, které lze pomocí hláskovací tabulky převést na jednoslovný název (Zulu).[6]

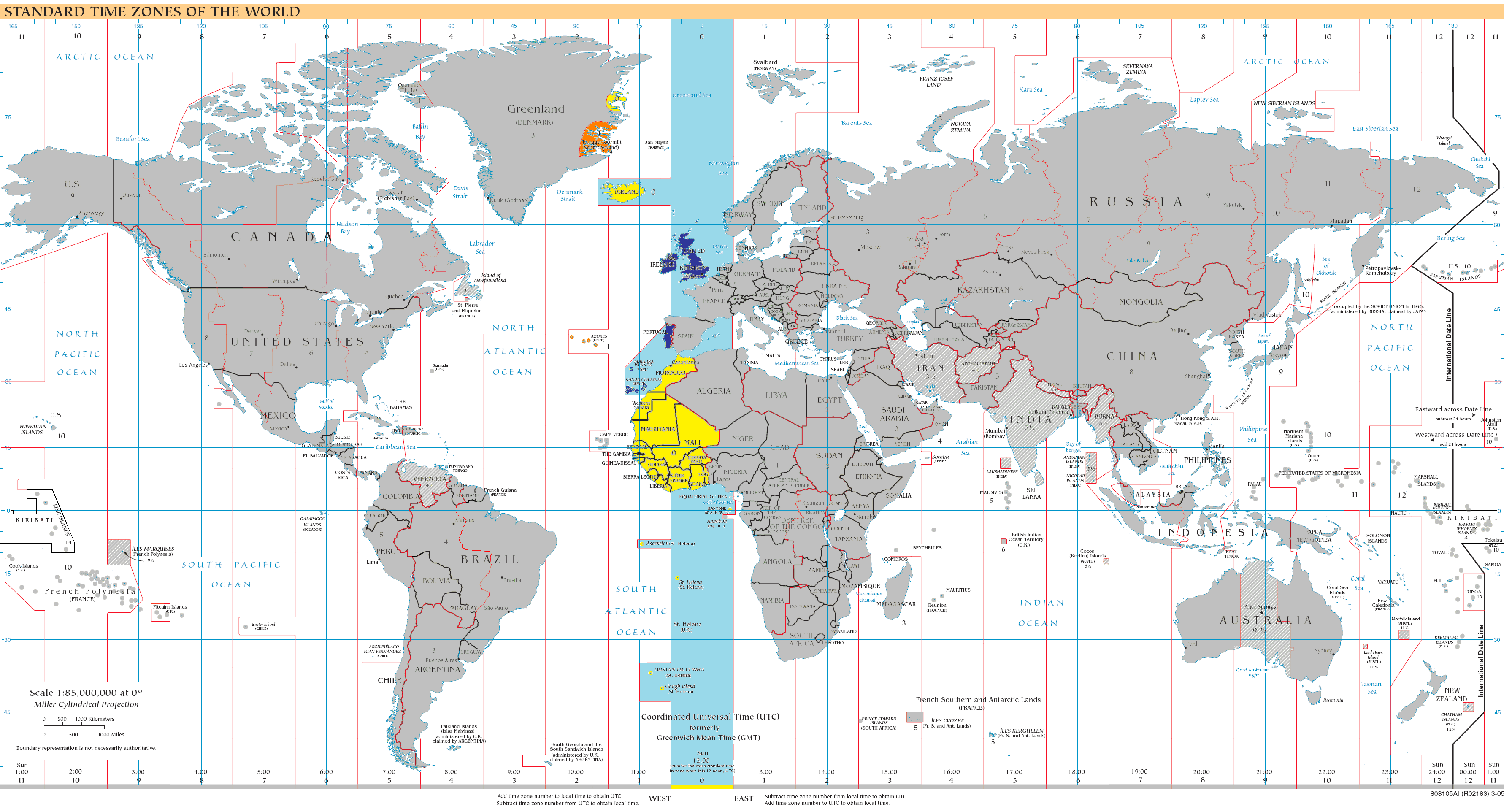
území, kde čas UTC±0 platí celoročně
území, kde čas UTC±0 platí sezónně v zimním období
území, kde čas UTC±0 platí sezónně v letním období
území, kde čas UTC±0 neplatí
mořské plochy spadající do pásma UTC±0
mořské plochy nespadající do pásma UTC±0
Poznámka: Stav k roku 2008

| zkratka | česky              | anglicky                      | poznámka                                             | odkaz  |
| AZOST   | —                  | Azores Summer Time            | viz časová pásma v Portugalsku                       | [ 8 ]  |
| EGST    | —                  | Eastern Greenland Summer Time | viz časová pásma v Dánsku                            | [ 9 ]  |
| WET     | západoevropský čas | Western European Time         | viz časová pásma v Dánsku časová pásma v Portugalsku | [ 10 ] |
| WT      | —                  | Western Sahara Standard Time  | neaplikuje se                                        | [ 11 ] |

## Úředně stanovený čas
Greenwichský čas je používán na následujících územích, přičemž standardním časem se míní čas definovaný na daném území jako základní, od jehož definice se odvíjí sezónní změna času.

### Celoročně platný čas
- Burkina Faso – standardní čas platný v tomto státě
- Gambie – standardní čas platný v tomto státě
- Ghana – standardní čas platný v tomto státě
- Guinea – standardní čas platný v tomto státě
- Guinea-Bissau – standardní čas platný v tomto státě
- Grónsko (Dánsko) – standardní čas platný na části území[p 5]
- Island – standardní čas platný v tomto státě
- Libérie – standardní čas platný v tomto státě
- Mali – standardní čas platný v tomto státě
- Mauritánie – standardní čas platný v tomto státě
- Pobřeží slonoviny – standardní čas platný v tomto státě
- Svatá Helena, Ascension a Tristan da Cunha (Spojené království) – standardní čas platný na tomto území
- Svatý Tomáš a Princův ostrov – standardní čas platný v tomto státě
- Senegal – standardní čas platný v tomto státě
- Sierra Leone – standardní čas platný v tomto státě
- Togo – standardní čas platný v tomto státě

### Sezónně platný čas
- Azory (Portugalsko) – letní čas platný[p 6] na tomto souostroví posunutý o hodinu oproti standardnímu času[13]
- Faerské ostrovy (Dánsko) – standardní čas platný[p 7] na tomto souostroví
- Grónsko (Dánsko) – letní čas platný[p 7] na části území[p 8] posunutý o hodinu oproti standardnímu času
- Irsko – zimní čas platný[p 9] v tomto státě posunutý o hodinu oproti standardnímu času
- Kanárské ostrovy (Španělsko) – letní čas platný[p 6] na tomto souostroví posunutý o hodinu oproti standardnímu času
- Portugalsko – standardní čas platný[p 6] na většině území[p 10]
- Spojené království – standardní čas platný[p 7] v tomto státě

## GMT v legislativě

### Spojené království
Civilní čas používaný ve Spojeném království se dle zákona o interpretaci z roku 1978 nazývá „Greenwichský střední čas“ (bez velkých písmen), s výjimkou pro ta období, kdy zákon o letním čase z roku 1972 nařizuje hodinový posun. Interpretační zákon (Interpretation Act) z roku 1978 stanoví, že kdekoli se objevuje výraz čas, míní se tím greenwichský střední čas, není-li uvedeno jinak. Podle § 23 odst. 3 platí toto pravidlo pro listiny a jiné instrumenty.
Během experimentu v letech 1968 až 1971, kdy se Britské ostrovy během zimy nevrátily ke greenwichskému střednímu času, byl celoroční britský letní čas (British Summer Time) nazýván britským standardním časem (British Standard Time), obojí zkráceně BST.
Ve Spojeném království je UTC+00:00 šířeno široké veřejnosti v zimě a UTC+01:00 v létě. Rozhlasové stanice BBC vysílají šest pípnutí časového signálu, který nese tradičně původní název Greenwich Time. Při vysílání v období okolo začátku anebo konce letního času hlasatelé na domácích kanálech oznamují čas jako GMT nebo BST. Protože BBC World Service je vysílán do všech časových pásem, hlasatelé používají termín „Greenwich Mean Time“ konzistentně po celý rok.

### Ostatní země
Několik zemí definuje svůj místní čas odkazem na greenwichský čas. Vesměs je tomu tak proto, že příslušné zákony vešly v platnost před zavedením UTC:
- Belgie: Dekrety z roku 1946 a 1947 stanovily zákonný čas na jednu hodinu před GMT.[18]
- Irsko: Standardní čas je definován jako hodina před GMT.[20] „Zimní čas“ je definován jako stejný jako GMT.[21]
- Kanada: Zákon o interpretaci, RSC 1985, c. I-21, oddíl 35(1). Toto se odkazuje na "standardní čas" pro několik provincií, přičemž každý definuje ve vztahu k "Greenwichskému času", ale nepoužívá výraz "Greenwichský střední čas". Několik provincií, jako je Nové Skotsko (zákon o časové definici. RS, c. 469, s. 1), mají své vlastní právní předpisy, které konkrétně zmiňují buď „Greenwichský střední čas“ nebo „Greenwichský střední sluneční čas“.

## Dějiny
Původně byl GMT astronomy počítán od poledne, což je konvence pocházející z díla Ptolemaia, která definovala poledne jako nultou hodinu (viz juliánské datum). To bylo v nesouladu se zvykem považovat půlnoc za počátek dne, což se stalo obvyklým už v období římské Říše. Toto počítání zavedlo britské námořnictvo už v roce 1805.
Britští námořníci používali k výpočtu zeměpisné délky od greenwichského poledníku alespoň jeden chronometr nastavený na GMT, což odpovídalo postavení Spojeného království jako nejvyspělejšího přímořského státu. Synchronizace chronometru na GMT neovlivňovala lodní čas, který byl stále slunečním časem. Výpočet se prováděl podle metody úhlových vzdáleností Měsíce Nevila Maskelyna založené na pozorováních v Greenwichi.
Velká západní železnice zavedla Greenwichský čas jako svůj standard v roce 1840 a v roce 1847 železniční clearingová unie nařídila, že „GMT bude přijat na všech stanicích, jakmile to povolí Generální poštovní úřad“. Pošta v té době vysílala časové signály z Greenwiche telegrafem do většiny částí země, aby nastavila hodiny ve svých pobočkách. Do následujícího roku přijaly toto rozhodnutí téměř všechny železniční společnosti, z čehož je odvozen termín „železniční čas“. Postupně byl přijímán i v jiných oblastech, ale v právním sporu z roku 1858 byl „místní střední čas“ stále považován za oficiální. Na základě novinového článku, který vyšel v Timesech 14. května 1880 a který zpochybnil legálnost Greenwichského času, byl ještě na konci onoho roku přijat zákon, který zavedl greenwichský čas na celém ostrově Velké Británie a na ostrově Man ho přijali o tři roky později.
Protože metodu úhlových vzdáleností aplikovali i námořníci z jiných států, začal být GMT používán celosvětově jako standardní čas nezávislý na místě. To se odrazilo v úmluvě přijaté na Mezinárodní meridiánové konferenci v roce 1884, kde byl greenwichský poledník vyhlášen nultou zeměpisnou délkou. Místní časy a později i časová pásma se pak začaly vyjadřovat jako hodinový, případně půlhodinový nebo i nebo čtvrthodinový, posun „před GMT“ nebo „za GMT“.
Platnost GMT se rozšiřovala i v rámci Británie: na Jersey platí od roku 1898 a na Guernsey od roku 1913. Irsko přijalo GMT v roce 1916 a nahradilo ho Dublinským středním časem. Hodinové časové signály z Greenwichské observatoře byly poprvé vysílány 5. února 1924, čímž se časová koule na observatoři stala nadbytečnou.
V roce 1928 byl zaveden termín světový čas (Universal Time – UT) a zpočátku představoval střední čas v Greenwichi určený tradičním způsobem, aby se shodoval s definovaným univerzálním dnem. V roce 1955 rozhodla Mezinárodní astronomická unie na návrh Williama Markowitze, že od 1. ledna 1956 bude tato „surová“ forma UT přeznačena na UT0 a účinně nahrazena upřesněnými formami UT1 (UT0 vyrovnané o vliv pohybu rotační osy Země) a UT2 (UT1 dále vyrovnané o sezónní variace v rychlosti rotace Země). Aby bylo možno zaznamenat nepravidelnosti v denní rotaci Země, která je nepravidelná a zpomaluje se, přešlo se od tradičního měření času k atomovým hodinám, které jsou mnohem stabilnější. 1. ledna 1972 byl GMT jako mezinárodní civilní časový standard nahrazen koordinovaným světovým časem (UTC), který je udržován souborem atomových hodin po celém světě. Světový čas je v současnosti vztažen k UTC nebo UT1.

## Nejednoznačnost v definici GMT
Zprvu počítali astronomové GMT od poledne, zatímco ostatní vnímali začátek dne vesměs o půlnoci. Aby se předešlo zmatkům, vznikl název Universal Time, což zjednodušeně byl GMT počítaný od půlnoci, a čas počítaný počínajíc polednem byl nazván Greenwich Mean Astronomical Time (GMAT), aby jednoznačně odkazoval na předchozí astronomickou konvenci. Příslušná úmluva byla přijata 1. ledna 1925 a později se stala standardem astronomických měření. Tato změna měla dopad do datování a vynutila úpravu přechodného dne o 12 hodin. Proto se v almanaších z roku 1924 objevuje zápis „31,5 GMT“ a tentýž okamžik figuruje v almanaších z roku 1925 jako „1. leden 1925“.  Světový čas je v současnosti vztažen k UTC nebo UT1 a termíny UT a UTC tuto nejednoznačnost nemají, vždy označují půlnoc jako nultou hodinu.